# Vitor Gushan
Vitor Anatolieviche Gushan (em russo:  Виктор Анатольевич Гушан, em romeno:  Victor Gușan; 9 de setembro de 1962, RSS da Moldávia, URSS) é um empresário moldavo-russo e ex-oficial da KGB. É um oligarca da Transnístria, proprietário e presidente da holding Sheriff. A empresa detém uma parte significativa da economia da República Moldava Pridnestroviana, graças à qual Gushan tem influência na vida política da RMP. Além da cidadania da RMP, ele possui passaportes da Moldávia, Rússia e Ucrânia.

## Biografia
Gushan nasceu em 9 de setembro de 1962. Ele era um oficial da KGB, onde, segundo algumas fontes, era conhecido como o "xerife". Segundo outras fontes, foi um combatente na Guerra da Transnístria, lutando ao lado dos separatistas e contribuindo para a prisão de membros do Grupo Ilașcu.
Em 1993, junto com Ilya Kazmaly, fundou a holding Sheriff, inspirada em seu apelido ou em seus interesses pela força policial do Velho Oeste dos Estados Unidos durante o século XIX. Desde março de 2012, Gushan tem controle total da empresa e é seu presidente. Inicialmente, a empresa atuava no comércio de cigarros e bebidas alcoólicas e, posteriormente, expandiu-se para outras áreas. O xerife detém o monopólio do comércio, petróleo, telecomunicações e mídia da Transnístria. Em 2021, a empresa controlava cerca de 60% da economia da Transnístria.
Gushan é uma das pessoas mais ricas do espaço pós-soviético, com uma fortuna estimada em US$ 2 bilhões. Além da Rússia e da Moldávia (especialmente a Transnístria), Gushan também tem negócios na Ucrânia, Chipre e Alemanha. Ele também possui propriedades no Oblast de Odessa. Após a anexação da Crimeia pela Rússia, Gushan expandiu seus negócios para esta região.
O sucesso do Sheriff foi facilitado pelo ex-presidente da Transnístria Igor Smirnov, que isentou a empresa do pagamento de taxas alfandegárias. A empresa apóia o partido político Obnovlenie, que detém o poder na Transnístria há anos. Durante seu mandato como presidente da Transnístria, Evgeni Shevtchuk criticou o monopólio do xerife e acusou Gushan de estar envolvido em várias atividades criminosas. Depois de completar seu mandato, Shevchuk fugiu da Transnístria, acusando Gushan de tentar assassiná-lo. Após as eleições de 2020, Obnovlenie é o único partido presente no Conselho Supremo da Transnístria, concentrando assim todo o poder nas mãos de Gushan. Por essas razões, Gushan é considerado um oligarca, ou mesmo o líder oculto da Transnístria. Ele também é o presidente do FC Sheriff.